# Новый Маяк
Но́вый Мая́к — посёлок в составе Новоселицкого района (муниципального округа) Ставропольского края России.

## География
Расстояние до краевого центра: 100 км. Расстояние до районного центра: 20 км.

## История
Возникновение населённого пункта связано с созданием в 1936 году Новоселицкого государственного лесопитомника, расположившегося рядом с хутором Весёлая Роща. В 1960-е годы на базе питомника был образован плодосовхоз «Маяк».
В 1958—1972 годах посёлок плодосовхоза «Маяк» входил в состав Александровского района; в 1972 году указом Президиума Верховного Совета РСФСР переименован в посёлок Новый Маяк.
В 1986 году хутор Весёлая Роща был снят с учёта и в настоящее время является улицей Весёлая Роща в посёлке Новый Маяк. Располагавшийся рядом с последним населённый пункт Виноградный, судя по всему, также вошёл в состав посёлка — ныне на его месте находится улица Виноградная.
До 16 марта 2020 года Новый Маяк был административным центром упразднённого Новомаякского сельсовета.

## Население
| 1989 | 2002  | 2010  | 2014  |
| ---- | ----- | ----- | ----- |
| 1100 | ↘1044 | ↗1096 | ↗1100 |

По данным переписи 2002 года, в национальной структуре населения преобладают русские (89 %).

## Инфраструктура
- Социально-культурное объединение[17]
- В 300 м на север от въезда в посёлок и 500 м на северо-запад от улицы Виноградной расположены 2 общественных кладбища площадью 3200 м² и 2800 м² соответственно[18].

## Образование
- Детский сад № 19[19]
- Средняя общеобразовательная школа № 10[20]

## Уличная сеть
В посёлке 10 улиц (Весёлая Роща, Виноградная, Заводская, Заречная, Зелёная, Курганная, Новая, Садовая, Школьная, Юбилейная) и 3 переулка (Гагарина, Лесной, Октябрьский).

## Памятники археологии
В окрестностях посёлка, в пойме реки Томузловка, расположен курганный могильник эпохи бронзы — раннего средневековья «Весёлая Роща». Археологический памятник имеет большое научное, историческое и культурное значение, составляет часть историко-культурного наследия Ставропольского края.